# Il campo di cipolle
Il campo di cipolle (The Onion Field) è un film del 1979 diretto da Harold Becker, tratto dall'omonimo libro di Joseph Wambaugh.

## Trama
Il film è basato sul rapimento realmente avvenuto nel 1963 dei detective del dipartimento di polizia di Los Angeles Karl Hettinger e Ian Campbell. I due poliziotti furono rapiti da Greg Powell e Jimmy Smith (soprannominato "Jimmy Youngblood") a Hollywood e portati in un campo di cipolle nei pressi di Bakersfield, dove Campbell fu ucciso mentre Hettinger riuscì a fuggire.
La testimonianza di Hettinger porta all'arresto dei due uomini, che vengono processati e condannati per omicidio di primo grado. Mentre languono nel braccio della morte, Powell e Smith imparano a sfruttare il sistema legale e dopo una serie di ricorsi, la loro condanna viene ridotta all'ergastolo a seguito di una decisione del tribunale di abolire le esecuzioni in California.
Nel frattempo, la condizione fisica e lo stato emotivo di Hettinger peggiora lentamente: le autorità e i suoi colleghi mettono in discussione la sua incapacità di agire in modo più aggressivo la notte dell'incidente. Devastato dal senso di colpa e dal rimorso, sperimenta incubi, impotenza, perdita di peso, cleptomania, e medita il suicidio.